# Hexocinasa
Las hexocinasas (número EC 2.7.1.1) son un grupo de enzimas del tipo transferasa, que pueden transferir un grupo fosfato desde una molécula de "alta energía" a otra, que actuará como aceptora de este fosfato, denominada sustrato. Esta transferencia se denomina fosforilación. 
Por otra parte, el prefijo indica que esta enzima puede fosforilar a cualquier hexosa (un monosacárido -azúcar- como la glucosa o fructosa), por tanto, es una enzima de baja especificidad.
Su rol en la célula es variado, sin embargo se encuentra asociada mayormente al metabolismo celular, y específicamente, el rol de mayor importancia se encuentra en la glucólisis, dónde esta enzima fosforila a una molécula de glucosa, a partir de ATP, con lo cual se inicia la vía principal de metabolismo de azúcares, esto es, el camino principal por dónde los seres vivos obtienen energía a partir de estos compuestos.
Como se encuentra asociada a la glucólisis, esta enzima está presente en prácticamente la totalidad de seres vivos del planeta, y es por esto que posee formas y tamaños muy diversos, un remanente de la larga historia evolutiva de esta enzima.

## Catálisis

### Reacción General
La reacción general de esta familia es la siguiente:
{\displaystyle Hexosa+ATP\xrightarrow {\ } Hexosa\cdot 6\cdot fosfato+ADP}

## Isoformas

### Hexocinasa 1
Originalmente se separaron 4 isoformas mediante cromatografía de intercambio iónico y por electroforesis. La quinta isoforma (HKI-td) fue caracterizada en el año 2000. Las 5 isoformas mostradas son producidas por splicing alternativo. La mayor diferencia se muestra en el extremo N-terminal o extremo 5', ya que esta parte de la proteína se relaciona con la regulación de su función, mientras que la actividad catalítica está asociada a su extremo C-terminal o extremo 3'. Estas isoformas son las que se encuentran en los seres humanos.

#### Isoforma 1 (HKI)
Esta es la isoforma ubicua (presente en todas las células). Su extremo 5' incluye un exón que genera un extremo N-terminal con un dominio de unión de porina (PBD). Éste dominio permite la asociación a la membrana mitocondrial.

#### Isoforma 2 (HKI-R)
HKI-R codifica para una isoforma específica de eritrocitos. Ésta variante carece del dominio PBD, y por lo tanto, se localiza en el citoplasma. Esta isoforma posee un exón en el extremo 5', que le otorga la especificidad a eritrocitos, y que codifica para un extremo N-terminal diferente.

#### Isoforma 3 y 4 (HKI-ta/tb)
La isoforma 3 (HKI-ta) y la isoforma 4 (HKI-tb) poseen 4 exones en el extremo 5', que son específicos para testis(tejido testicular) y que codifican para un extremo N-terminal propio de éstas isoformas y carecen del dominio PBD. La única diferencia entre ellas, es que la isoforma 4 posee un fragmento adicional de 54 nucleótidos.

#### Isoforma 5 (HKI-td)
Al igual que las isoformas 3 y 4, posee los exones específicos de tejidos testicular, e incluye el fragmento adicional de 54 nucleótidos, al igual que la isoforma 4. Esta isoforma posee un extremo N-terminal específico y también carece del dominio PBD, por lo que se encuentra en el citosol.

### Hexocinasa 2
La hexocinasa 2 se encuentra de forma predominante en el músculo esquelético. Se localiza en la membrana externa de la mitocondria. La expresión de este gen está modulada por la insulina. Estudios en Mus musculus (ratón) sugiere que está involucrada en un incremento de la glucólisis en células cancerígenas.

### Hexocinasa 3
La HK3 se encuentra en los leucocitos, y es una enzima alostérica, modulada negativamente por su producto Hexosa-6-fosfato.

### Hexocinasa 4 (También llamada Glucocinasa)

#### Isoforma 1
Esta variante codifica la isoforma que se expresa específicamente en las células beta de los islotes pancreáticos. La especificidad es otorgada por el primer exón, que posee un 5'-UTR único. Esta isoforma posee un extremo N-terminal particular, y el resto de la proteína es idéntica a las otras dos isoformas.

#### Isoforma 2
Ésta variante es la principal isoforma expresada en el hígado. El primer exon de ésta le otorga la especificidad hepática. Sin embargo, carece de un segundo exón específico para el hígado, que si se encuentra en la isoforma 3. 
Se diferencia de las demás sólo en su extremo N-terminal.

#### Isoforma 3
Esta variante es específica del hígado, lo cual es dado por su primer exón, común para las isoformas 2 y 3. Es el segundo exón único para esta isoforma. Se diferencia de las demás sólo en su extremo N-terminal.

## Regulación
El factor regulador clave es la concentración de producto final (glucosa 6-fosfato), regulación alostérica. necesita del cofactor Mg++ y ATP para su funcionamiento.